# Базилевский, Платон Евгеньевич
Плато́н Евге́ньевич Базиле́вский (23 марта [4 апреля] 1856, Воронежская губерния — 21 ноября 1916, Гельсингфорс) — русский военный инженер-архитектор, первый городской архитектор Хабаровска (1888—1889), генерал-лейтенант Российской империи.
Выпускник Николаевский инженерной академии, в 1887 году был направлен для службы на Дальний Восток. В 1888—1889 годах занимал должность первого городского архитектора Хабаровска.
По проекту Базилевского был построен первый железнодорожный вокзал Владивостока и ещё несколько примечательных зданий — памятников архитектуры.

## Биография
Родился 23 марта 1856 года в Воронежской губернии.
В 1872 году окончил Воронежскую военную гимназию и поступил в службу в Николаевское инженерное училище в Санкт-Петербурге, которое окончил в 1875 году, в чине офицера.
В 1877—1878 годах участвовал в Русско-турецкой войне.
В 1878—1881 годах учился в Николаевской инженерной академии, получил образование военного инженера. После окончания академии служил в Иркутске и Одессе. В 1882 году получил чин капитана.
В 1887 году был направлен для продолжения службы в Хабаровск, где работал в Амурской инженерной дистанции. С 1888 года — штабной офицер для поручений при Инженерном управлении Приамурского военного округа. С 8 июня того же года, по совместительству, стал первым городским архитектором Хабаровска. В 1889 году произведён в подполковники.
В 1890-х годах началась архитектурная деятельность Базилевского во Владивостоке. 19 мая 1891 года состоялось торжественное начало строительства первого железнодорожного вокзала города по проекту Базилевского. В присутствии цесаревича Николая Александровича, посетившего город в рамках своего Восточного путешествия, Платон Евгеньевич лично заложил первый камень будущего сооружения. В ноябре 1893 года новое здание было освящено. В том же году произведён в полковники. Помимо железнодорожного вокзала по проектам Базилевского в городе были построены Свято-Никольская часовня, здания Русско-Азиатского банка и Китайского консульства.
С 1894 года состоял членом Приамурского отдела Русского географического общества; с 1895 года — членом Общества изучения Амурского края. 9 августа 1898 года стал заведующим инженерной частью Квантунской области. В период 1898—1902 годов занимал должность гласного Хабаровской городской думы.
В 1900—1901 годах принимал участие в Китайской кампании. В 1901 году произведён в чин генерал-майора. С 1906 года — начальник инженерных войск Дальнего Востока, затем начальник инженеров Приамурского военного округа. В 1907 году произведён в генерал-лейтенанты. В 1910 году освобождён от должности с зачислением в Инженерный корпус. 17 апреля 1913 года уволен от службы.
Скончался 21 ноября 1916 года и был похоронен на православном кладбище в Гельсингфорсе в районе Лапинлахти.

## Хронологический список проектов и построек
Легенда:
- Сохранившиеся постройки;
- Несохранившиеся постройки;
- Неосуществлённые проекты;
- по поводу атрибуции которых авторитетные источники расходятся (спорные постройки);

| Изображение | Датировка                      | Наименование проекта, постройки     | Местонахождение                            | Охранный статус | Примечание | Источники   |
| ----------- | ------------------------------ | ----------------------------------- | ------------------------------------------ | --------------- | --- | ----------- |
|             | 1892                           | Свято-Никольская часовня            | Россия, Владивосток, Ивановская улица, 5-Б | 251711287950005 | | [ 2 ]       |
|             | 1891—1893                      | Железнодорожный вокзал Владивостока | Россия, Владивосток, Алеутская улица, 2    | 2510002000      | Первоначально был выполнен в стиле эклектики. Кардинально перестроен в 1910—1911 годах по проекту Владимира Плансона в неорусском стиле. | [ 2 ]       |
|             | 1894 (по другим данным — 1903) | Здание Китайского консульства       | Россия, Владивосток, Пушкинская улица, 19  | 2510036000      | | [ 4 ] [ 5 ] |
|             | 1897                           | Первый железнодорожный вокзал       | Россия, Хабаровск                          |                 | Представлял собой одноэтажное деревянное здание в русском стиле. Уничтожен под огнём японской артиллерии 5 апреля 1920 года.             | [ 1 ]       |
|             | 1899—1903                      | Здание Русско-Азиатского банка      | Россия, Владивосток, Алеутская улица, 12   | 2510004000      | | [ 2 ]       |

## Награды
- Орден Святой Анны 4-й степени (1877)[6]
- Орден Святого Станислава 3-й степени с мечами и бантом (1879)[6]
- Орден Святого Владимира 3-й степени (1900)[6]
- Орден Святого Станислава 1-й степени с мечами (1903)[6]
- Орден Святой Анны 1-й степени (1905)[6]

## Семья
- Отец — Евгений Васильевич Базилевский (8.12.1806 — 15.1.1862);
- Мать — Аделаида Александровна, урождённая Ребиндер (1825—н.д.)[2][1].
- Брат — Евгений (3.1.1847 — 2.1.1902), окончил Воронежскую военную гимназию (1865), Константиновское ВУ (1867), Военно-юридическую академию (1873), военный следователь (1874), капитан (1876), участник Русско-турецкой войны (1877-78), подполковник (1879), помощник прокурора (1880), полковник (1882), военный судья Киевского ВОС (1885-после 1.9.1892), прокурор Омского (1892), генерал-майор (ст. 30.8.1892), прокурор Киевского ВОС (1897—1902);
- Брат — Валерий (27.1.1852 — ?);
- Сестра — Раиса (27.1.1854 — ?);
- Сестра — Валентина (2.8.1858 — ?);
- Брат — Анатолий (20.11.1860 — ?);
- Брат — Сила (29.7.1862 — ?).
- Жена -
- Сын — Николай (13.01.1895 ст.-?);
- Дочь — Лидия (1888 —21.04.1969, г. Льеж), «бракоразведённая жена доктора Мультановского, поклонница Распутина»;
- Сын — Владимир (11.9.1889 — 18.8.1959, по другим данным 1932) — артист МХАТ, участник Белого движения, продолжил артистическую карьеру в Минске, затем Калуге, работал в Центральном Аэродинамическом институте (Москва).